# 永澤詩音
永澤 詩音（ながさわ しおん、1999年11月2日 - ）は、日本の元女子バレーボール選手である。

## 来歴
茨城県龍ケ崎市出身。
茨城県立牛久高等学校を経て、中京大学在学中の2021年6月、セレクションを経てV.LEAGUE参入を目指すチームであるアルテミス北海道の内定選手となった。
2023-24シーズンにVリーグデビューを果たすと、チームの優勝は逃したもののサーブ賞を受賞した。
2024年3月、チームの体制変更にともないアルテミスを退団した。同年6月にKUROBEアクアフェアリーズ富山入団が発表された。
2024年10月13日、チーム開幕戦となったSAGA久光スプリングス戦でSVリーグ初出場を果たした。
2025年4月、2024-25シーズン限りでの現役引退が発表された。6月2日に引退選手として公示。

## 人物
- 尊敬する人物としてアルテミス北海道の監督を務めた成田郁久美を挙げている[8]。

## 受賞歴
- 2024年 - 2023-24 V.LEAGUE DIVISION3 WOMEN サーブ賞

## 所属チーム
- 茨城県立牛久高等学校（2015年 - 2018年）
- 中京大学（2018年 - 2022年）
- アルテミス北海道（2021年 - 2024年）
- KUROBEアクアフェアリーズ富山（2024年 - 2025年）